# قمل العانة
قمل العانة (القُمَّل) (الاسم العلمي Crab louse) ويدعى أيضًا القمل السرطاني لأن مظهره يشبه السرطان العادي،
جسمه قصير وعريض، وأرجله طويلة ذات عقائف، يتميز الزوج الأول من الأرجل بكونه رفيعًا نسبيًا وذا عقائف أكثر بساطة من عقائف الأرجل الأخرى، والحشرة صغيرة الحجم إذ يبلغ طولها نحو 1.5-2 مم، رأسها قصير نسبيًا، صدرها عريض مؤلف من ثلاث قطع
ملتحمة، أما البطن فيتألف من ست قطع بسبب التحام بعض قطعه مع بعضها. تعيش هذه الحشرات في منطقة العانة
وحول الشرج وأشعار الجسم واللحى والشوارب وأهداب العين، وتنتقل إلى الإنسان عن طريق الاقتران الجنسي،
أو المشاركة في الفراش أو استخدام ملابس المصاب، أو استعمال المراحيض الإفرنجية. أما دورة حياتها فتشبه
إلى حد كبير نظيرتها قمل الرأس.

## الروابط الخارجية
- مدلاين بلس Pubic lice